# Hjortstamia
Hjortstamia là một chi nấm thuộc họ Phanerochaetaceae.